# Monasterio de la Sierra
Monasterio de la Sierra è un comune spagnolo di 42 abitanti situato nella comunità autonoma di Castiglia e León.